# Minuartia dichotoma
Minuartia dichotoma är en nejlikväxtart som beskrevs av Carl von Linné. Minuartia dichotoma ingår i släktet nörlar, och familjen nejlikväxter. Inga underarter finns listade i Catalogue of Life.